# Suhoj Su-57
Suhoj Su-57 (rusko Сухой Су-57), NATO oznaka Felon, je dvomotorno reaktivno večnamensko lovsko letalo 5. generacije, ki ga razvija Suhoj za ruske letalske sile. Vzdevek kdaj tudi Raptorski, ker je malce podoben ameriškemu F-22 Raptorju. PAK FA je oznaka programa, prototip ima oznako T-50, proizvodno letalo ima oznako Su-57. Su-57 je prvo rusko letalo s tehnologijo stealth.
Su-57 je lovec pete generacije in naslednik MiG-29 ter Su-27 in osnova za rusko-indijski program Suhoj/HAL FGFA. Prototip T-50 je prvič poletel 29. januarja 2010.
Ruske oborožene sile bodo kupile 10 predproizvodnih in pozneje še 50 serijskih letal po letu 2016, kar je bilo pozneje povečano na 78 serijskih letal z dobavami do leta 2028. Prva skupina lovcev ima dva motorja AL-41, ki so že v uporabi na Su-35. Su-57 naj bi imel življenjsko dobo 30-35 let.

## Razvoj
Že v 1980-ih, je Sovjetska zveza podala zahtevo za razvoj novega letala. Predlagana sta bila Suhoj Su-47 in Mikojan Projekt 1.44. Leta 2002 je bil Suhoj izbran za razvoj novega letala. Večnamenski lovec je izdelovan v kraju Komsomolsk na Amuru.
Leta 2007 sta Rusija in Indija podpisala pogodbo za razvoj novega lovca pete generacije. Vsaka država pri prispevala 6 milijard USD. Razvoj naj bi trajal 8-10 let. Leta 2018 se je Indija iz programa umaknila, ker lovec v takratni obliki ni dosegal indijskih zahtevah glede nizke radarske opaznosti in avionike.
Veliko informacij o novem lovcu je varovanih, rusko obrambno ministrstvo je izjavilo, da bo novo letalo slabo radarsko opazno in bo imelo možnost superkrižarjenja (ang. SuperCruise) - možnost potovanja z nadzvočno hitrostjo brez dodatnega zgorevanja. Imelo bo nov radar tipa AESA (Active Electronically Scanned Array). Ima novo generacijo raket zrak-zrak in protiladijskih raket.
Su-57 ima v manjši obliki t. i. blended wing body (združeno krilo/trup) ima v celoti gibljive vertikalne smerne in višinsko krmilo. Letalo ima tudi strukture na sprednjih koncih kril (LEVCON) za kontroliranje vrtincev pri velikih vpadnih kotih. Motorja imata možnost 2D spreminjanja smeri potiska (vektoriranje potiska). Vstopnik za motor ima spremenljiv presek za križarjenje pri nadzvočnih hitrostih.

## Uporaba
Po poročanju Glavnega obveščevalskega direktorata Ukrajine je v napadu 8. junija 2024 na letališče v Astrahanski oblasti bil prvič poškodovan primerek Su-57. Na satelitskih posnetkih so vidne posledice eksplozije neposredno ob letalu. Različni Telegram kanali, ki so povezani z rusko vojsko, so potrdili, da je najmanj en Su-57 bil poškodovan.

## Avionika
Su-57 ima integriran radioelektronski sistem Š121 (MIRES multifunctional integrated radio electronic system) in 101KS Atoll elektrooptični sistem. Š121 vključuje radarski sistem N036 Bjelka (veverica) in sistem za protielektronsko bojevanje L402 Himalaja. N036 razvijajo na znanstveno-raziskovalnem inštitutu za razvoj inštrumentov V. V. Tihomirova (NIIP Tihomirova), L402 pa na Kalužskem znanstveno-raziskovalno radiotehničnem inštitutu (KNIRTI). Sistem N036 vključuje več anten - glavno s 1552 oddajno-sprejemnimi elementi (N036-1-01), dve stranski s po 358 oddajno-sprejemnimi elementi (N036B-1-01) ter dve anteni področja L (L-band) na sprednjih koncih krila (N036L-1-01). Anteni v krilih se uporabljata med drugim tudi za identifikacijo prijatelj-sovražnik tar za detekcijo zemeljskih in zračnih ciljev. Zelo so povečali računalniško moč procesiranja.
Sofisticirani sistem so zasnovali, da zmanjšajo obremenitev pilota (workdload). Možna je tudi delitev radarske slike in drugih informacij z drugimi letali v eskadrilji.
101KS Atoll elektro-optični sistem ima infrardeči iskalni in sledilni sistem 101KS-V na desni strani pred kokpitom. Senzor lahko detektira, identificira in sledi veliko tarčam hkrati. 101KS-O sistem ima laserske protiukrepe za infrardeče vodene rakete.

## Kokpit
T-50 ima stekleni kokpit z velikimi LCD zasloni, podoben Su-35S in F-35. Ima tudi prikaz (head-up display HUD). Pilot lahko izvaja 9-g manevre do 30 sekund. Nove obleke bodo omogočale višine leta do 23 km.
- Tihomir Inštitut N036 Byelka AESA radar
- N036L-1-01 AESA radar
- N036B-1-01B AESA na MASKU 2013
- 101KS-V (OLS-50M) IR senzor
- 101KS-N in 101KS-U

## Tehnične specifikacije
- Posadka: 1
- Dolžina: 19,8 m (65,9 ft)
- Razpon kril: 14 m (46,6 ft)
- Višina: 6,05 m (19,8 ft)
- Površina kril: 78,8 m2 (848,1 ft2)
- Prazna teža: 18 500 kg (40 785 lb)
- Naložena teža: 29 772 kg  (65 636 lb)
- Uporaben tovor: 7 500 kg  (16 534 lb)
- Maks. vzletna teža: 37 000 kg (81 570 lb)
- Motorji: 2 × Izdelije 117 (AL-41F1) na za prva letala, Izdelije 30 za kasnejše
- Potisk motorjev: 93,1 kN (21 000 lbf) vsak, z dodatnim zgorevanjem 147 kN (33 047 lbf) vsak
- Količina goriva: 10 300 kg (22 711 lb)

- Maks. hitrost: Mach 2+ (2135 km/h, 1327 mph)
- Potovalna hitrost: 1 300-1 800 km/h (808-1118 mph)
- Dolet: 5 500 km (3 417 mi)
- Največja višina: 20 000 m (65000 ft)
- Hitrost vzpenjanja: 350 m/s (68900 ft/min)
- Obremenitev kril: 330-470 kg/m2 (67-96 lb/ft2)
- Razmerje potisk/masa: 1,01 (1,20 z novimi motorji)
- Največja obremenitev (g): 9 g